# Shining the Holy Ark
Shining the Holy Ark (シャイニング・ザ・ホーリィアーク Shainingu za hōryiāku) es un juego de rol de primera persona presentado para Sega Saturn. Es parte de los videojuegos de la serie Shining.

## Historia
Tres mercenarios (Arthur, Melody y Forte) son enviados por el Rey de Enrich a cazar y capturar al ninja renegado llamado Rodi. En la búsqueda del ninja, los mercenarios salen seriamente heridos, pero rápidamente son curados por extraños espíritus, a la vez que poseen sus cuerpos. Arthur, Melody y Rodi lograron liberarse, pero Forte fue poseído por un espíritu malvado. De aquí en adelante la lucha se centrará en impedir que resurja un reino legendario de más de 1000 años, cuyo objetivo será sumir a la humanidad en la oscuridad.

## Jugabilidad
La jugabilidad es similar a la de Shining in the Darkness. El jugador explora mazmorras y torres con vista de primera persona, y batallas que tienen lugar exclusivamente en mazmorras.
A pesar de que las batallas tienen secuencias con vista en primera persona, el jugador también puede ver las acciones de sus compañeros. Un mecanismo único es el sistema "pixie", donde el jugador puede "convocar" a sus "pixies" para combatir enemigos en equipo.

## Personajes
- Arthur: Un mercenario espadachín, protagonista de la historia. Es poseído por un espíritu. A medida que se avanza en los niveles, el personaje adquiere habilidades mágicas. El juego se desarrolla visto por sus ojos.
- Melody: Chamán mercenaria, es poseída por un espíritu. Usa habilidades mágicas curativas y hechizos ofensivos.
- Rodi: Ninja de la Villa del Lejano Este. Es poseído por un espíritu.
- Forte: Hechicero mercenario. Es poseído por un espíritu malvado durante un tiempo.
- Lisa: Mercenaria-solado muy hábil con la espada y con habilidades mágicas. Es una paladín.
- Basso: Mercenario hombre-dragón, compañero de Lisa.
- Akane: Una Kunoichi, hermana de Rodi.
- Doyle: Ninja hombre-lobo. Aparece varias veces como un personaje no utilizable, pero más tarde se convierte en jugable, oculto.

## Personajes no jugables
- Rilix: Vándalo que da recomendaciones al rey. Uno de los principales enemigos del juego.
- Sabato: Responsable de convocar a Galm de vuelta al mundo mortal. Al manipular el curso de eventos, será posible que el bien triunfe sobre el mal.
- Lord of the Far East Village: Elfo líder de la Villa del Lejano Este. Padre de Rodi y Akane, y padre adoptivo de Panzer. Brinda ayuda y recomendaciones al equipo en su lucha contra Rilix.
- Galam: El vándalo más poderoso.
- Elise: Hermana de Rilix; como Galam, no le interesa hacer resurgir el reino de los 1000 años.
- Panzer: Joven vándalo de la Lejana Villa del Este, busca hacer resurgir el reino de los 1000 años. Uno de los principales enemigos.

## Continuidad en la serie Shining
"Shinig the Holy Ark" toma lugar 10 años antes de Shining Force III. En la torre de Enrich Arthur y los demás conocen a un joven niño llamado Julian. Él les cuenta que su padre quiso investigar una mansión en el bosque, pero nunca regresó. Desde entonces Julian está al cuidado de un amigo de la familia. Pronto se descubre que su padre fue asesinado por Galm, uno de los Vándalos que vivió en la época del reino oscuro de más de 1000 años de antigüedad. La muerte de su padre lo impulsa a tomar venganza contra Galm, que se vio envuelto en eventos correspondientes a Shining Force III.

## Desarrollo
"Shining the Holy Ark", según una entrevista con Hiroyuki Takahashi, fue desarrollado para un público "más maduro", apuntando a jugadores de edad más adolescente o cernanos a los veinte años de edad, ya que era el rango de edad que mayor jugadores tenía la Sega Saturn
La música original del juego fue compuesta por Motoi Sakuraba, quien luego escribió la música para Shining Force III.